# Giacomo Conti (bobbista)
Giacomo Luigi Conti (Palermo, 24 giugno 1918 – Verona, 8 luglio 1992) è stato un bobbista italiano.

## Biografia
Giacomo Conti si arruolò nell'Aeronautica Militare Italiana durante la Seconda guerra mondiale, raggiungendo il grado di maggiore. Fu selezionato per la Nazionale di bob dell'Italia dopo una serie di test effettuati in Aeronautica: dopo aver provato varie combinazioni, fu formato un equipaggio a due con Lamberto Dalla Costa, con cui si allenò e gareggiò soprattutto sulla pista di Cortina. Ai VII Giochi olimpici invernali (edizione disputatasi nel 1956 a Cortina d'Ampezzo, Italia) vinse la medaglia d'oro nel Bob a due con il connazionale Lamberto Dalla Costa partecipando per la nazionale Italia I, superando la seconda italiana pilotata da Eugenio Monti e la svizzera.
Il tempo totalizzato fu di 5:30,14 con un distacco minimo dalla seconda (poco più di un secondo) e ampio rispetto alla terza classificata: 5:31,45 e 5:37,46 i loro tempi.
La sua ultima apparizione internazionale fu il quarto posto ai Campionati mondiali di bob 1957.